# 庶民院議長 (イギリス)
庶民院議長（しょみんいんぎちょう、英語: Speaker of the House of Commons）または下院議長（かいんぎちょう）は、英国議会下院である庶民院の議長である。現議長のリンジー・ホイルは、庶民院副議長・歳入委員長を2010年6月8日から2019年11月4日まで約9年間務め、前庶民院議長ジョン・バーコウの勇退に伴い、2019年11月4日に議長に選出された。

## 概要
議長は「スピーカー」（Speaker of the House）と呼ばれ、庶民院の会議を主宰し、議員の発言、議案選択権を有する。議長は会議秩序を維持する責任があり、庶民院規則に違反した議員を罰する。議事運営のほとんどを司り、金銭法案の認定権を握るなど、権限は大きいが、中立公平を貫き先例に従って慎重に行使するべきとされているため、慣例により、議長は党籍を離脱する。

## 選出
政府と野党の中立公平を守るために、大臣経験者ではなくあまり政府に関わりの無かった重鎮議員が好まれる。任期は庶民院解散までであるが、総選挙後の新議会でも希望する限りは全会一致で再度選出される習わしである。したがって政権が交代したとしても議長は交代せず、また政府与党と議長の出身政党は必ずしも一致しない。総選挙の際には議長の選挙区には対立党（主に保守、労働、自由民主の主要政党）は候補を出さないなどの配慮がなされる。地域政党やミニ政党が議長の選挙区に対抗馬を立てることはあり、選挙戦が行われる事はある。
議長の引退や死去によって新たな議長を選出する際には、従来は二大政党からそれぞれ一人ずつ候補が出され、両名のうちから記名投票で選出していた。しかし2000年の選挙では与野党とも党内での候補者の絞り込みが行われず、13名の候補者（そのうち1名辞退）が出馬した。その際、従来の方法に習ったため、2名の候補者から1名を選ぶ投票を11度繰り返し、他のすべての候補に勝利したマイケル・マーティンが最終的に選出された。翌年に制度が改正され、2009年の選挙は、全候補者を対象とする無記名投票を行い、過半数を獲得する候補が現れるまで、得票最少の候補と得票率5％未満の候補を除いて投票を繰り返す方法で行われた。出馬には12名以上の議員の推薦が必要であるが、そのうち3名以上は候補者と異なる政党に属していなければならない。また複数候補への推薦かけもちは認められない。

## 伝統
かつては法服とかつらをまとう慣行があったが、1992年に女性として初の議長となったベティ・ブースロイドがかつらの使用をとりやめ、後継の男性議長らもかつらを着用していない。またマーティン以降は服装も簡略化されている。
新しい議長が選出された際には、複数の議員に強引に手を引かれて壇上の議長席へ向かう慣例がある。これはかつて、国王を恐れず議会の意思を述べた議長が投獄、処刑されたり、国王に配慮を見せた議長が怒った議員に拉致されたりするなど、受難の歴史が多々あり、新議長は身を守るため辞退を申し出て、それでも無理やり議長席に連れていった時代があったからである。議長の身の危険がなくなってからも、慣例として当時の様子が演じられる。

## 議長の一覧
|  | リンジー・ホイル Sir Lindsay Hoyle |  | 労働党 | 57 58 | 2019年11月4日 - （現在） | [ 8 ] |